# Sun Pin
Sun Pin (xinès simplificat: 孙频, pinyin: Sūn Pín; Jiaocheng, 1983) és una editora i escriptora xinesa, representant de la generació dels post 80.

## Biografia
Sun Pin va néixer l'any 1983 a Jiaocheng, província de Shanxi (Xina). Va estudiar xinès a la Universitat de Lanzhou (兰州大学) però després va tornar a Shanxi. Ha ocupat un lloc a l'Institut d'Estudis Literaris de la Universitat Normal de Taiyuan (太原师范学院文学院).
Va començar a escriure als 28 anys i des del principi de la seva carrera ja va ser elogiada per autors com Yan Lianke, Han Shaogong i Su Tong, com una de les escriptores amb més futur de la generació dels post 80, pronòstic que més endavant va complir-se.
Des del 2008 ha publicat una quantitat important de col·leccions de contes, i part de la seva obra la publica en revistes literàries com Dangdai (当代), Octubre (十月), Literatura popular (人民 文学), Zhongshan (钟山),o Huacheng (花子).

### Estil literari
Els seus referents literaris son diversos, com Dostoievski, Flannery O'Connor, Annie Proulx, Yukio Mishima i Juan Rulfo. Alguns crítics han comparat l'obra i l'estil de Sun amb la dels escriptors i escriptores de la generació dels anys 50.
També s'han fet paral·lelismes amb Eileen Chang per la tristesa,o amb escriptores de la "generació dels 80" com Can Xue,per la fredor i una certa crueltat de com tracta els temes relacionats amb les dones i les seves condicions de vida. Malgrat la temàtica de moltes de les seves obres, Sun no vol que la seva escriptura es defineixi com l’anomenada “escriptura feminista" i creu que l’escriptor no ha d’emfatitzar primer el gènere;diu que ella està interessada en les "persones".
També es interessant destacar la incidència de la seva ciutat natal Jiaocheng que es l'escenari d'alguna de les seves col·leccions de contes, com "La dona invisible" (隐形的女人).
Algunes opinions de l'escriptora sobre la seva obra es poden trobar en una entrevista del 2023.

## Obres destacades i premis

### Obres
Cal destacar les seves col·leccions de contes com la del gener del 2014 amb el títol "La dona invisible" (隐形的女人), la del 2015, "Sopar a tres" (三人成宴) i la de 2016 "Dolor" (疼) i "Sofriment infinit" (无极之痛).
Altres obres a destacar: 同屋记 (Company de pis)、醉长安 (Chang'an borratxo), 玻璃唇 (Llavi de vidre)、隐形的女人 凌波渡 (Lingbo Du)、菩提阱 (Trampa Bodhi)、铅笔债等 (Pencil Debt).

### Premis
Durant la seva carrera literària ha rebut diversos premis. El 2014 va ser una de les guanyadores del premi literari Zhao Shuli (赵树理 文学 奖), el 2018 el Premi Yu Dafu a la millor novel·la, el 2020, el llibre "El drac al centre de l'aigua" va guanyar el premi de novel·la "Cinquè Premi Jove Escriptor de parla xinesa" i el 2021, va guanyar el premi "Future Writer" (未来文学家”大奖).